# Compsopyris
Compsopyris is een kevergeslacht uit de familie van de boktorren (Cerambycidae). De wetenschappelijke naam van het geslacht werd voor het eerst geldig gepubliceerd in 2010 door Dalens, Touroult & Tavakilian.

## Soorten
Compsopyris is monotypisch en omvat slechts de volgende soort:
- Compsopyris pereurae Dalens, Touroult & Tavakilian, 2010